# Flavio Tauro (console 428)
Flavio Tauro (latino: Flavius Taurus; ... – 449) fu un politico dell'Impero romano d'Oriente.

## Biografia
Tauro era figlio del console del 400 Aureliano e nipote dell'omonimo console del 361. Suo figlio fu Tauro Clementino Armonio Clementino, console per il 513
Tauro fu console nel 428 e prefetto del pretorio d'Oriente e patricius tra il 433 e il 434.